# بيرند ويجز
بيرند ويجز (بالهولندية: Berend Weijs) مواليد 15 ديسمبر 1988 في زاندام، هولندا، هو لاعب كرة سلة هولندي سابق. بدأ مسيرته الاحترافية في سنة 2012. يبلغ طوله 6 قدم 10 بوصة (2.1 م). اعتزل اللعب في 2014. فاز بالدوري الهولندي لكرة السلة مرتين في 2012-13 و 2013-14.